# Котов, Илья Спиридонович
Илья Спиридонович Котов (1912—1961) — советский лётчик, командир экипажа самолёта Главного северного морского пути, участник Великой Отечественной войны. Герой Советского Союза.

## Биография
Родился 1 января 1912 года в городе Моздок Российской империи, ныне Республика Северная Осетия − Алания. Русский.
После окончания девяти классов и школы ФЗУ работал слесарем завода «Ростсельмаш» в городе Ростов-на-Дону.
В 1931 году по путёвке комсомола был направлен в Батайскую объединённую авиационную школу Гражданского Воздушного Флота (ГВФ), которую окончил в 1933 году. Летал на авиационных линиях Уральского управления ГВФ. В 1937 году участвовал в поисках экипажа С. А. Леваневского, после чего был переведён в Полярную авиацию.
В Военно-Морском Флоте Красной армии — с 1941 года. На фронтах Великой Отечественной войны с ноября 1941 года по май 1942 года. Воевал в составе Беломорской военной флотилии. Отозванный с фронта для работы в Главсевморпути, Котов совершил более тридцати вылетов для выполнения специальных заданий. Член ВКП(б)/КПСС с 1944 года.
После войны Илья Спиридонович — командир экипажа самолёта Главного управления Главсевморпути. В марте 1946 года в центральной части Арктического бассейна к северо-востоку от острова Врангеля И. С. Котов первым из советских полярных лётчиков обнаружил громадный ледяной остров площадью более шестисот квадратных километров. В 1948—1949 годах, участвуя в высокоширотных воздушных экспедициях, он совершал полёты вглубь Северного Ледовитого океана с посадками на дрейфующие льдины.
Жил в Москве. Умер 2 декабря 1961 года. Похоронен на Даниловском кладбище в Москве.

## Награды
- Указом Президиума Верховного Совета СССР («закрытым») от 6 декабря 1949 года за отвагу и героизм, проявленные при выполнении специального задания правительства, Котову Илье Спиридоновичу присвоено звание Героя Советского Союза с вручением ордена Ленина и медали «Золотая Звезда» (№ 6611).
- Награждён двумя орденами Красного Знамени, тремя орденами Трудового Красного Знамени, медалью «За трудовую доблесть» (03.05.1940, «за выдающиеся заслуги в деле освоения Северного Морского Пути и районов Крайнего Севера, а также за образцовую и самоотверженную работу в период арктических навигаций 1938 и 1939 годов»), другими медалями.

## Память
- Могила Котова И. С. является объектом культурного наследия[2].
- До настоящего времени сохранился авиационный октант (Патент С. Ш. С. А. Номера I743979 и I970543. Серия 3428-53. Компания приборов «Пионер», Бруклин, Нью-Йорк, С. Ш. С. А.) с самолёта Котова[3].